# 왕신복
왕신복(王新福, ?~?)은 발해의 관리이다.

## 생애
발해 문왕 때 발해사에 대사로서 파견되어 762년, 23명의 사신단을 데리고 일본으로 향했다.
천황에게 선물을 주고 당나라의 정세에 대해 알려주었다. 그는 천황으로부터 정3위에 봉해졌으며, 연회에 참관시켰다.
귀국할 때는 일본 태사로부터 향응을 받고, 일본 천황으로부터도 잡색의 겹옷 30궤(櫃)를 선물로 받으며 대접을 받았다.